# When All Is Said and Done
When All Is Said and Done – drugi singiel zespołu ABBA, z albumu The Visitors. Piosenka nawiązuje do rozpadu małżeństwa Fridy i Benny’ego. Frida, która zaśpiewała tę piosenkę, powiedziała później, że piosenka ta oddaje cały jej smutek. Bjorn starał się tak dobrać tekst, aby w pełni odzwierciedlał jej uczucia. Do piosenki został nagrany teledysk, w języku angielskim i języku hiszpańskim. Utwór w Liście przebojów Programu Trzeciego dotarł najdalej na 9 miejsce.